# 广东颈槽蛇
广东颈槽蛇（学名：Rhabdophis guangdongensis），一种分布于中国广东省的爬行动物，隶属于水游蛇科颈槽蛇属。其种加词“guangdongensis”意为“广东省的”。

## 形态特征
广东颈槽蛇头部背面为灰色，唇部具有两条明显的黑色斜带；枕部后方具有一个宽大的黑色“项圈”，“项圈”后又一反向的“V”形橙色标记；头部腹面为淡黄色，具有黑色斑点。身体和尾巴背面呈棕灰色，具有狭窄的黑色横纹；体侧具有两条棕红色纵线，分别在横纹上形成一系列白色斑点。

## 保护
本种于2023年被收录入《有重要生态、科学、社会价值的陆生野生动物名录》。